# Ханджалиашвили, Звиад
Звиад Ханджалиашвили (груз. ზვიად ხანჯალიაშვილი, род.5 января 1983) — грузинский дзюдоист, призёр чемпионатов Европы.

## Биография
Родился в 1983 году. В 2002 году выиграл первенство Европы среди юниоров.
В 2006 году завоевал бронзовую медаль чемпионата Европы.